# Pawel Pernikau
Pawel Aljaksandrawitsch Pernikau (belarussisch Павел Аляксандравіч Пернікаў, auch russisch Павел Перников Pavel Pernikov; * ca. 1992) ist ein belarussischer Menschenrechtsaktivist und Wikipedia-Autor. Er wurde am 7. April 2022 wegen „Diskreditierung der Republik Belarus“ zu zwei Jahren Haft verurteilt, weil er zwei Wikipedia-Beiträge über die politische Unterdrückung in Belarus verfasst und einen Artikel auf der Website einer Menschenrechtsorganisation über Folter und außergerichtliche Tötungen in belarussischen Haftanstalten veröffentlicht hatte. Nach seiner Inhaftierung wurde er von belarussischen Menschenrechtsorganisationen als politischer Gefangener eingestuft.

## Leben
Pawel Aljaksandrawitsch Pernikau studierte an der A.S. Puschkin Universität in Brest. Im Jahr 2013 nahm er an einem Wettbewerb für studentische Arbeiten zum 20-jährigen Bestehen der World Conference on Human Rights teil und erhielt ein Diplom des UN-Büros in Belarus.
Pernikau engagierte sich als Menschenrechtsaktivist im Verwaltungsbezirk Breszkaja Woblasz. Er arbeitete mit der belarussischen Sektion der Internationalen Gesellschaft für Menschenrechte und leitete ab 2021 deren Pressedienst.
Pernikau hatte von 2014 bis 2021 mehr als 84.000 Änderungen in der Wikipedia vorgenommen und sich dabei auf die Berichterstattung über die Verfolgung von Journalisten und Medienunternehmen durch die belarussische Regierung konzentriert, wie z. B. über Gennady Mozheikoden, inhaftierter Journalist der Komsomolskaja Prawda,  und Kazjaryna Baryssewitsch, Journalistin bei Tut.by.
In den Jahren 2020 und 2021 postete Pernikau auf seinen Social-Media-Konten Material über die Verfolgung unabhängiger belarussischer Medien wie Nowy Tschas, Intex-Press und Brestskaja gaseta sowie über belarussische Journalisten, die im Exil arbeiten, nachdem sie aus Belarus fliehen mussten. Seine Beiträge in den Sozialen Medien wurden im Herbst 2021 eingestellt. Im Dezember 2021 wurde Pernikaus Wikipedia-Konto gesperrt, weil der Verdacht bestand, dass es kompromittiert bzw. gehackt worden war, da es im Gegensatz zu der bisherigen Tendenz für eine Reihe von Bearbeitungen genutzt worden war, bei denen Informationen über die Unterdrückung von Journalisten in Belarus entfernt wurden.

## Anklage und Verurteilung
Am 28. März 2022 teilte die Staatsanwaltschaft Brest mit, dass sie die Strafsache eines zuvor verhafteten „30-jährigen arbeitslosen Einwohners von Brest“ verfolge, dem vorgeworfen wird, „Handlungen begangen zu haben, die die Republik Belarus verunglimpfen“, was einen Verstoß gegen Artikel 369 Abs. 1 des Strafgesetzbuches der Republik Belarus darstelle, der mit bis zu vier Jahren Gefängnis bestraft wird.
Die Staatsanwaltschaft wirft dem Angeklagten vor, zwischen dem 29. Dezember 2020 und dem 30. April 2021 auf Wikipedia und auf der Website der Internationale Gesellschaft für Menschenrechte „falsche Informationen über die Beteiligung der belarussischen Behörden an der Ermordung der Journalistin Weranika Tscharkassawa im Oktober 2004 sowie an der Folterung und Ermordung von Menschen“ veröffentlicht zu haben. Beobachter sehen die Strafverfolgung auch im Zusammenhang mit der generell schärferen Gangart gegenüber Wikipedia seit der Invasion der Ukraine durch Russland.
Am darauffolgenden Tag, dem 29. März 2022, hielt das Regionalgericht Brest eine nichtöffentliche Sitzung ab, um Pernikaus Beschwerden über „Inhaftierung, Hausarrest, Verlängerung der Haftzeit und des Hausarrests sowie Zwangseinweisung in eine forensisch-psychiatrische Fachklinik“ zu behandeln.
Der Prozess gegen Pernikau begann am 6. April 2022 vor dem Bezirksgericht in Brest. In der Verhandlung beantragte die Staatsanwältin Elena Tikhanovich, Pernikau wegen dreier Verstöße zu zwei Jahren Haft zu verurteilen.
Zunächst warf die Staatsanwaltschaft Pernikau vor, einen Absatz über die Ermordung von Henads Schutau und die Weigerung der belarussischen Behörden, die Verantwortung für den Tod von Regierungsgegnern zu übernehmen, in einen belarussischen Wikipedia-Artikel über Todesfälle im Zusammenhang mit den Protesten in Belarus ab 2020 aufgenommen zu haben.
Zweitens beschuldigte die Staatsanwaltschaft Pernikau, einen belarussischen Wikipedia-Artikel über die Zensur in Belarus mit einem Hinweis auf die Ermordung der Journalistin Weranika Tscharkassawa im Jahr 2004 versehen zu haben. Die Staatsanwälte argumentierten, dass Pernikaus Hinzufügung der Informationen zu einem separaten Artikel den belarussischen Staat „diskreditieren“ sollte, da Wikipedia bereits einen Artikel über den Mord an Tscherkassawa enthielt.
Drittens warf die Staatsanwaltschaft Pernikau vor, einen Artikel über Folter und Tod in belarussischen Strafkolonien und Haftanstalten auf die Website der Internationalen Gesellschaft für Menschenrechte gestellt zu haben. Die Staatsanwaltschaft argumentierte, dass die Aufnahme der Informationen in Wikipedia eine Diskreditierung Belarus darstelle, da die Strafvollstreckungsbehörde berichtet habe, dass sie die Behauptungen untersucht habe und sie nicht bestätigen könne.
Pernikau plädierte auf nicht schuldig. Er gab zu, dass er die Bearbeitungen vorgenommen und online gestellt hat, bestritt jedoch, dass es sich dabei um eine „Diskreditierung der Republik Belarus“ handele,  die gegen das Gesetz verstößt.
Am 7. April 2022 befand Richter Eugene Bregan Pernikau der „Verunglimpfung der Republik Belarus“ unter Verstoß gegen Artikel 369 Abs. 1 des belarussischen Strafgesetzbuchs für schuldig und folgte der Empfehlung der Staatsanwaltschaft. Pernikau wurde zu einer zweijährigen Haftstrafe in einer Strafkolonie verurteilt.

## Reaktionen
Am 11. April 2022 wurde Pernikau (zusammen mit 17 anderen Belarussen) vom Belarussischen Journalistenverband sowie von den belarussischen Menschenrechtsorganisationen Wjasna, Legal initiative, Lawtrend und Barys Zvozskau Belarusian Human Rights House als politischer Gefangener eingestuft. Sie forderten die sofortige Freilassung von Pernikau und anderen politischen Gefangenen in Belarus sowie die Einstellung der Strafverfolgung gegen sie.